# UB40
UB40 ist eine Reggae- und Popband aus Großbritannien. Die Band hatte in den 1980er Jahren eine Reihe von Hits, darunter Red Red Wine, I Got You Babe, Can’t Help Falling in Love und Kingston Town. In ihren Texten schneiden UB40 häufig soziale Themen wie Rassismus oder Arbeitslosigkeit an.

## Geschichte
Die Band wurde 1978 in Birmingham von den Brüdern Robin und Alistair „Ali“ Ian Campbell gegründet und kaufte ihre ersten Instrumente von dem Schmerzensgeld, das Sänger Ali Campbell nach einer Schlägerei in einer Bar zugesprochen bekam. Der Bandname steht für ein in Großbritannien damals gebräuchliches Formular zur Anmeldung der Arbeitslosigkeit; Unemployment Benefit, Form 40, kurz UB40. Nach einem halben Jahr im Proberaum nahmen sie ein Demotape auf, das im Radio gespielt und dort von dem bekannten DJ John Peel gehört wurde. Der war so beeindruckt, dass er UB40 zu einer Session ins Radiostudio einlud.
Chrissie Hynde, die Sängerin der Pretenders, sah die Band bei einem Clubkonzert und bot ihnen an, bei der Pretenders-Tour 1980 als Vorgruppe mitzufahren. Die Band willigte ein und bekam den ersten Plattenvertrag mit einem Indie-Label. Noch während der Tour veröffentlichten sie ihre erste Single Food for Thought, die bis auf Platz 4 in den englischen Charts kam. Food for Thought war die erste Single, die es ohne Vertrag bei einem Major-Label in die Top Ten schaffte.
Im gleichen Jahr erschien das Debüt-Album Signing Off, welches sich in England sehr gut verkaufte und Platz 2 der Charts erreichte. Mit Signing Off schufen UB40 einen auf Reggae basierenden Indie-Underground-Sound, zu dem es bis zu diesem Zeitpunkt nichts Vergleichbares gab. Allerdings konnte die Band an diese individuelle Kreativität nie wieder anknüpfen. Obwohl es kein Major-Label war, waren UB40 auch mit der Politik ihres Indie-Labels unzufrieden und gründeten ihr eigenes Label DEP International, um mehr Unabhängigkeit zu erlangen.
Im Jahre 1983 veröffentlichten UB40 Labour of Love. Dieses Album enthält ausschließlich Cover-Versionen. Mit der Single Red Red Wine, einem Cover von Neil Diamond, erreichten sie in der britischen Hitparade Platz 1, und mit einem Platz 12 waren sie erstmals auch in Deutschland in den Charts.
Nach diesem Erfolg veröffentlichten UB40 in der darauffolgenden knapp fünf Jahren sechs Alben, darunter zwei Live-Mitschnitte, erreichten mit ihren selbst komponierten Songs aber nur in ihrem Heimatland Erfolge.
Die Band hatte 1988 bei einem Konzert zu Ehren von Nelson Mandela ihren größten Hit Red Red Wine auf der Setlist und dafür euphorischen Applaus geerntet. Als Radioproduzent Guy Zapoleon aus Phoenix, Arizona kurz darauf die Vorabsingle für das Album Labour of Love II erhielt, war er im Vergleich wenig beeindruckt und begann, stattdessen Red Red Wine in die Senderrotation zu nehmen, diesmal in der Version mit Astros Toast. Der Erfolg dieser Maßnahme veranlasste das Label, Labour of Love II zu verschieben und stattdessen den früheren Hit erneut zu veröffentlichen. Am 15. Oktober 1988 erreichte der Titel für eine Woche Platz 1 der Billboard Hot 100.
Nach vier Jahren erschien 1993 das nächste Album Promises and Lies. Die Single Can’t Help Falling in Love, das Cover eines Liedes von Elvis Presley war sieben Wochen Nummer 1 in den USA und zwei Wochen an der Spitze der UK-Charts und sorgte mit für den Erfolg auch dieses Albums. Es erreichte Platz 2 und Platz 6 der US-amerikanischen Top 10. Dass der Song im Soundtrack des Films Sliver mit Sharon Stone enthalten war, kurbelte den Verkauf noch weiter an.
Nach Can’t Help Falling in Love spielten UB40 in den internationalen Charts kaum noch eine Rolle. Mit dem 2001 erschienenen Album Cover Up erreichten sie Platz 29 in England, das 2005 veröffentlichte Album Who You Fighting For? erreichte maximal Platz 20.
Gemeinsam mit dem britischen Sänger Hunterz schrieben UB40 2005 den Song Reasons, den sie im Zuge der weltweiten Live8-Konzerte gemeinsam mit Hunterz und The Dhol Blasters am 2. Juli 2005 im Londoner Hyde Park spielten.
Am 25. Januar 2008 gab Sänger Ali Campbell bekannt, dass er die Band nach den Konzerten im Februar 2008 verlassen wird und sich zukünftig auf seine Solokarriere konzentrieren will. Als weiteren Grund gab er Unregelmäßigkeiten bei den Finanzen der Band an. Am 19. März 2008 verließ Keyboarder Michael Virtue wegen derselben finanziellen Unregelmäßigkeiten die Band.
Auf der Twentyfourseven-Tour 2008 trat UB40 mit Duncan Campbell als Sänger (Robins und Alistairs Bruder) sowie Tony Mullins am Keyboard auf.
Ein Richter am Birmingham County Court bestätigte im Oktober 2011 für Brian Travers, Jimmy Brown, Terence Oswald und Norman Hassan die persönliche Insolvenz, nachdem ihr Plattenlabel Dep International ebenfalls pleitegegangen war.
Saxophonist Brian Travers starb am 22. August 2021 in seinem Zuhause im Birminghamer Stadtteil Moseley im Alter von 62 Jahren an den Folgen einer Krebserkrankung. Im November 2021 starb das Gründungsmitglied Terence „Astro“ Wilson.

## Diskografie
Studioalben

| Jahr | Titel Musiklabel                              | Höchstplatzierung, Gesamtwochen, AuszeichnungChartplatzierungen (Jahr, Titel, Musiklabel, Platzierungen, Wochen, Auszeichnungen, Anmerkungen) | Höchstplatzierung, Gesamtwochen, AuszeichnungChartplatzierungen (Jahr, Titel, Musiklabel, Platzierungen, Wochen, Auszeichnungen, Anmerkungen) | Höchstplatzierung, Gesamtwochen, AuszeichnungChartplatzierungen (Jahr, Titel, Musiklabel, Platzierungen, Wochen, Auszeichnungen, Anmerkungen) | Höchstplatzierung, Gesamtwochen, AuszeichnungChartplatzierungen (Jahr, Titel, Musiklabel, Platzierungen, Wochen, Auszeichnungen, Anmerkungen) | Höchstplatzierung, Gesamtwochen, AuszeichnungChartplatzierungen (Jahr, Titel, Musiklabel, Platzierungen, Wochen, Auszeichnungen, Anmerkungen) | Anmerkungen                                                                                   |
| Jahr | Titel Musiklabel                              | DE | AT | CH | UK | US | Anmerkungen                                                                                   |
| ---- | --------------------------------------------- | --- | --- | --- | --- | --- | --------------------------------------------------------------------------------------------- |
| 1980 | Signing Off Graduate Records                  | — | — | — | UK2 Platin · (71 Wo.)UK | — | Erstveröffentlichung: 29. August 1980 Verkäufe: 310.000                                       |
| 1981 | Present Arms Epic Records (CBS)               | DE40 (4 Wo.)DE | — | — | UK2 Platin · (38 Wo.)UK | — | Erstveröffentlichung: Mai 1981 Produzenten: Ray Falconer Verkäufe: 350.000                    |
| 1981 | Present Arms in Dub Epic Records (CBS)        | — | — | — | UK38 (7 Wo.)UK | — | Erstveröffentlichung: September 1981 Produzenten: Ray Falconer                                |
| 1982 | UB44 DEP International (Polygram)             | — | — | — | UK4 Gold · (8 Wo.)UK | — | Erstveröffentlichung: September 1982 Produzenten: Ray Falconer Verkäufe: 100.000              |
| 1983 | Labour of Love DEP International (Polygram)   | DE29 Gold · (9 Wo.)DE | — | CH— PlatinCH | UK1 ×2Doppelplatin · (76 Wo.)UK | US14 Platin · (63 Wo.)US | Erstveröffentlichung: September 1983 Produzenten: Ray Falconer Verkäufe: 2.120.000            |
| 1984 | Geffery Morgan … DEP International (Virgin)   | DE59 (1 Wo.)DE | — | — | UK3 Silber · (14 Wo.)UK | US68 (26 Wo.)US | Erstveröffentlichung: Oktober 1984 Produzenten: Howard Gray Verkäufe: 60.000                  |
| 1985 | Baggariddim DEP International (Virgin)        | — | — | CH22 (3 Wo.)CH | UK14 Gold · (23 Wo.)UK | US40 (25 Wo.)US | Erstveröffentlichung: September 1985 Produzenten: Ray Falconer Verkäufe: 100.000              |
| 1986 | Rat in the Kitchen DEP International (Virgin) | — | — | CH21 (3 Wo.)CH | UK8 Gold · (20 Wo.)UK | US53 (17 Wo.)US | Erstveröffentlichung: Juli 1986 Verkäufe: 210.000                                             |
| 1988 | UB40 DEP International (Virgin)               | DE62 (1 Wo.)DE | — | CH15 (6 Wo.)CH | UK12 Gold · (12 Wo.)UK | US44 (27 Wo.)US | Erstveröffentlichung: 11. Juli 1988 Produzenten: John Shaw Verkäufe: 160.000                  |
| 1989 | Labour of Love II DEP International (Virgin)  | DE9 (32 Wo.)DE | AT6 (13 Wo.)AT | — | UK3 ×3Dreifachplatin · (68 Wo.)UK | US30 Platin · (111 Wo.)US | Erstveröffentlichung: November 1989 Verkäufe: 3.040.000                                       |
| 1993 | Promises and Lies DEP International (Virgin)  | DE2 Platin · (32 Wo.)DE | AT2 Gold · (22 Wo.)AT | CH2 Platin · (27 Wo.)CH | UK1 ×2Doppelplatin · (39 Wo.)UK | US6 Platin · (41 Wo.)US | Erstveröffentlichung: 27. Juli 1993 Verkäufe: 3.105.000                                       |
| 1997 | Guns in the Ghetto DEP International (Virgin) | DE75 (7 Wo.)DE | AT20 (7 Wo.)AT | CH20 (8 Wo.)CH | UK7 Silber · (10 Wo.)UK | US176 (2 Wo.)US | Erstveröffentlichung: Juli 1997 Verkäufe: 60.000                                              |
| 1998 | Labour of Love III DEP International (Virgin) | — | — | — | UK8 Gold · (14 Wo.)UK | — | Erstveröffentlichung: Oktober 1998 Verkäufe: 115.000                                          |
| 2001 | Cover Up DEP International (Virgin)           | DE84 (1 Wo.)DE | — | — | UK29 (3 Wo.)UK | — | Erstveröffentlichung: 22. Oktober 2001                                                        |
| 2003 | HomeGrown DEP International (Virgin)          | — | — | — | UK49 (2 Wo.)UK | — | Erstveröffentlichung: November 2003 Produzenten: Charlie Skarbek                              |
| 2005 | Who You Fighting For? DEP International (EMI) | DE68 (2 Wo.)DE | — | CH81 (2 Wo.)CH | UK20 (6 Wo.)UK | — | Erstveröffentlichung: 13. Juni 2005 Verkäufe: 7.500                                           |
| 2008 | TwentyFourSeven Edel Records (Edel)           | — | — | — | UK81 (1 Wo.)UK | — | Erstveröffentlichung: Juni 2008                                                               |
| 2010 | Labour of Love IV Reflex Recordings (EMI)     | — | — | — | UK24 (2 Wo.)UK | — | Erstveröffentlichung: Februar 2010                                                            |
| 2013 | Getting Over the Storm Virgin Records (UMG)   | — | — | — | UK29 (2 Wo.)UK | — | Erstveröffentlichung: 2. September 2013                                                       |
| 2018 | A Real Labour of Love Universal Music (UMG)   | — | — | — | UK2 Silber · (13 Wo.)UK | — | Erstveröffentlichung: 2. März 2018 feat. Ali Campbell, Astro & Mickey Virtue Verkäufe: 60.000 |
| 2019 | For the Many Shoestring                       | — | — | — | UK29 (1 Wo.)UK | — | Erstveröffentlichung: 15. März 2019                                                           |
| 2022 | Unprecedented Universal Music (UMG)           | — | — | CH40 (1 Wo.)CH | UK8 (1 Wo.)UK | — | Erstveröffentlichung: 1. Juli 2022 feat. Ali Campbell & Astro                                 |

grau schraffiert: keine Chartdaten aus diesem Jahr verfügbar